# Traveldiary Verlag
Der traveldiary Verlag ist ein deutscher Verlag mit Sitz in Mettmann bei Düsseldorf. 

## Geschichte
Der Verlag wurde 2001 in Hamburg-Harburg gegründet, 2002 ist das Unternehmen nach Hamburg umgezogen. Der Verlag ist eigenständig und wirtschaftlich unabhängig. Seit 2016 bis zum 30. Juni 2018 war der Verlag in Magdeburg ansässig. Zum 1. Juli 2018 wurde der traveldiary Verlag durch die 360° medien mit Sitz in Mettmann übernommen. 

## Programm
Unter dem Slogan „Entdecke deine Abenteuerlust“ veröffentlichte der Verlag mit mehr als 100 Autoren fast ebenso viele Reisebücher. Mit dem Schwerpunkt auf Individual- und Fernreisende hatte sich der Verlag im Bereich Reise anfänglich ausschließlich auf Reiseliteratur (Reiseberichte und Reiseromane) konzentriert, etablierte sich seit 2009 aber auch mit Büchern im Segment der Stadt- und Reiseführer.
Neben dem Programm aus individuellen Reiseberichten aus aller Welt engagiert sich der traveldiary Verlag in verschiedenen Kooperationen. So wurde 2005 die Anthologie-Reihe Autoren ohne Grenzen gegründet, zu der seit 2008 für "Die besten Reiseberichte" in Kooperation mit Globetrotter Ausrüstung und der Deutschen Zentrale für Globetrotter auch ein entsprechender Preis verliehen wird.
Das Reiseführer-Programm ist 2009 mit der Stadtführer-Reihe der ReiseGeister begründet worden, in der die Sehenswürdigkeiten europäischer Metropolen mit der Geschichte historischer Persönlichkeiten verknüpft wird, und wurde 2012 um einen ersten Fern-"Reiseführer vom Spezialisten" erweitert. 
Im März 2012 wurde der ReiseGeister-Guide "Mit Sherlock Holmes durch London" von der Deutschen Sherlock Holmes Gesellschaft mit dem Blauen Karfunkel als die beste Neuerscheinung ausgezeichnet.
Ein Großteil des Verlagsprogramms ist in gedruckter Form sowie auch in verschiedenen E-Book-Formaten (PDF, ePub, Kindle) verfügbar, im Juni 2014 sind in Kooperation mit dem ABOD Verlag die ersten Reise-Hörbücher aus dem Verlagsprogramm erschienen.
Zu den Autoren des Verlages zählen sowohl Globetrotter und Reisende als auch Journalisten und Autoren, darunter u. a. Bernhard Hoëcker, Hans Kronberger, Nicole Quint, Michael Romahn, Hans-Wilm Schütte und John Sykes.